# Пудинский район
Пудинский район — административно-территориальная единица в составе Новосибирской и Томской областей РСФСР, существовавшая в 1939—1959 годах.

## Общие сведения
Пудинский район был образован в составе Нарымского округа Новосибирской области 27 апреля 1939 года. Центром района было назначено село Пудино.
13 августа 1944 года Пудинский район отошёл к новообразованной Томской области.
В 1945 году в район входили 7 сельсоветов: Коровинский, Лавровский, Пудинский, Роголевский, Средне-Тавангинский, Чижапский, Шерстобитовский.
28 апреля 1959 года Пудинский район был упразднён, а его территория передана в Парабельский район.

## Родившиеся в Пудино
- Крюков, Владимир Михайлович (род. 1949) — русский поэт